# Panthongtae Shinawatra
Panthongtae Shinawatra, Thai: พานทองแท้ ชินวัตร , bijnaam Khun Oak, (2 december 1978) is een Thais zakenman.
Hij is de enige zoon van de rijke Thaise zakenman Thaksin Shinawatra. Het vermogen van Panthongtae is op papier hoger dan dat van zijn vader omdat veel van zijn vaders bezittingen op zijn naam zijn gezet.
In december 2001 werd een staatsbezoek van zijn vader Thaksin aangewend om Panthongtae bij de Amerikaanse president George W. Bush te introduceren. Volgens zowel vader als zoon had de president hier speciaal om verzocht.
In augustus 2002 was Panthongtae betrokken bij een examenschandaal op de Ramkhamhaeng universiteit. Hij werd betrapt op spieken tijdens zijn examens. Volgens een universiteitsonderzoek hadden de papieren met notities niets te maken met het examen en was het een eerlijke vergissing dat de papieren op zijn tafel lagen tijdens het examen. Op 24 juni 2003 werd bekendgemaakt door Panthongtae's universiteitsadviseur, Wichot Wanno, dat hij was afgestudeerd.
Panthongtae was eerder overgestapt van de Thammasat-universiteit (Thailands hoogst gewaardeerde universiteit) naar de Ramkhamheang universiteit (meer vergelijkbaar met een hogeschool). Als reden daarvoor was aangegeven dat de leraren Panthongtae niet "eerlijk" beoordeelden.
Na zijn afstuderen richtte Panthongtae een aantal eigen bedrijven op: 
- How Come Entertainment Co. Ltd. (19 november 2003)
- een fotostudio
- Master Phone Co. (2 december 2003)

De Thai Rak Thai partij maakt bekend in juli 2003 dat ze Panthongtae graag verkiesbaar willen stellen omdat hij als een natuurtalent in de politiek gezien wordt.
Panthongtae heeft een passie voor de fotografie en brengt in 2003 het boek Reflections of Life through the Lens uit.